# 御殿場市立富士岡中学校
御殿場市立富士岡中学校（ごてんばしりつ ふじおかちゅうがっこう）は、静岡県御殿場市中山に所在する公立中学校である。

## 校訓
正・強・美（せい・きょう・び）

## 沿革
- 1947年（昭和22年）[2]
  - 4月1日 - 富士岡村立富士岡中学校として開設（当時は富士岡小学校校舎を使用）
  - 4月21日 - 開校式
- 1948年（昭和23年）2月11日 - 仮校舎移転（旧陸軍重砲兵学校）
- 1953年（昭和28年）5月5日 - 新校舎落成式の挙行
- 1955年（昭和30年）2月11日 - 町村合併に伴い、御殿場市立富士岡中学校に改称する

## 部活動
運動部
- 野球
- ソフトボール
- サッカー
- 男女バスケットボール
- 男女ソフトテニス
- 男女バレーボール
- 男女卓球
- 剣道
- 陸上競技
  - 駅伝が強く、全国中学校大会に優勝したこともある。

文化部
- 美術部
  - 平成28年度までは絵画部
- 演劇部
- フリー部
- 吹奏楽部
- クリエイティブ冒険部

## 進学前小学校
- 御殿場市立富士岡小学校[3]
- 御殿場市立神山小学校[3]
- 御殿場市立朝日小学校（竈〈10組 11組 22組 23組 25組 26組 27組〉）[3]

## 出身者
- 遠藤純（女子サッカー選手）
- 平尾知佳（女子サッカー選手）　※3年次に楢葉町立楢葉中学校より転入
- 三戸舜介（サッカー選手）
- 植中朝日（サッカー選手）